# 米爾班克大廈
米爾班克塔（英語：Millbank Tower）是一座位於英國倫敦西敏米爾班克的摩天大樓，高達118（387英尺）。1963年建成時稱為Vickers Tower。
1963年至1967年間米爾班克塔是英國最高建築。坐落於泰晤士河畔的這座建築距離西敏宮不過半英里，也是倫敦的地標之一。2002年起所有權歸於魯本兄弟。
| 紀錄                | 紀錄                        | 紀錄          |
| ------------------- | --------------------------- | ------------- |
| 前任： CIS塔        | 英國最高建築 1963—1967 118m | 繼任： 郵政塔 |
| 前任： 巴特西發電站 | 倫敦最高建築 1953—1967 118m | 繼任： 郵政塔 |

## 外部連結
- Emporis.com（页面存档备份，存于）